# Бенсио (граф Ампурьяса)

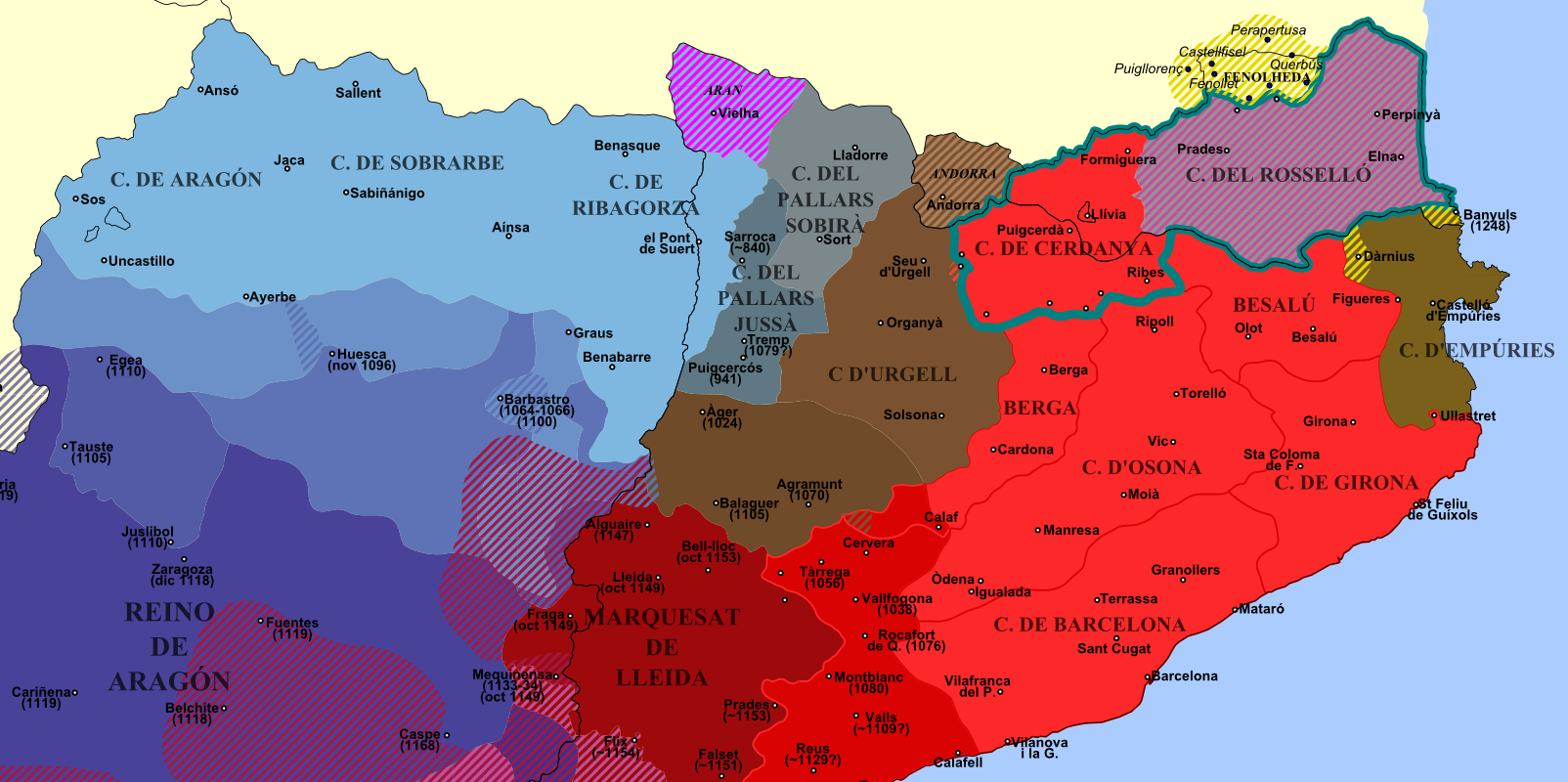
Руссильон и Ампурьяс на карте Северной Испании

Бенсио́ (кат. Benció) (умер в 916) — первый наследственный граф Ампурьяса и Руссильона (915—916), представитель Ампурьясской династии.

## Биография
Бенсио был старшим сыном графа Ампурьяса Сунийе II. Отец женил его на Готлане — единственной дочери Миро Старого, после смерти которого в 896 году присоединил к своим владениям графство Руссильон.
Сунийе II умер в 915 году, и Бенсио стал графом Ампурьяса и Руссильона. Он был первым правителем этих княжеств, получившим власть по наследству, а не по назначению монархов Западно-Франкского королевства. Своим соправителем он объявил младшего брата Госберта.
Главным событием очень недолгого правления Бенсио было щедрое пожертвование, сделанное им Эльнской епархии, во главе которой стоял ещё один его брат, Элмерад.
Последняя хартия, данная графом Бенсио, датирована 4 марта 916 года, а уже в документе от 1 сентября того же года он упоминается как умерший. Его супруга Готлана скончалась ещё раньше мужа.
Так как брак Бенсио был бездетным, после его смерти единоличным правителем Ампурьяса и Руссильона стал его брат Госберт.